# بوگدان دیکلیچ
بوگدان دیکلیچ (انگلیسی: Bogdan Diklić؛ زادهٔ ۱ اوت ۱۹۵۳) یک بازیگر سینما اهل صربستان است.
از فیلم‌ها یا برنامه‌های تلویزیونی که وی در آن نقش داشته است می‌توان به گرباویتسا، سرزمین هیچ‌کس، جشن اکتبر اشاره کرد.